# Катастрофа B-29 в Сиэтле
Катастрофа B-29 в Сиэтле — авиационная катастрофа, произошедшая в четверг 18 февраля 1943 года в южной части Сиэтла (Вашингтон), когда самолёт Boeing XB-29 Superfortress (прототип бомбардировщика B-29) во время тренировочного полёта упал на промышленный район, при этом погибли по разным данным от 32 до 34 человек. Первая и крупнейшая катастрофа в истории B-29; крупнейшая авиационная катастрофа в США в период Второй мировой войны.

## Предыстория
Когда в начале Второй мировой войны Авиационный корпус Армии США пришёл к выводу о необходимости создания стратегического бомбардировщика, 6 сентября 1940 года корпорации Boeing Airplane Company были заказаны на конкурс два прототипа, которым было присвоено обозначение XB-29. 21 сентября 1942 года главный пилот-испытатель Эдмунд Терни (Эдди) Аллен поднимает в небо первый прототип, которому был присвоен бортовой номер 41-002 (заводской — 2482), при этом, с целью ускорения испытаний, самолёт не стали оборудовать дистанционно управляемой системой вооружения. Также на XB-29 применили двигатели Wright R-3350-13 мощностью 2200 л. с. (1600 кВт), но при испытаниях этот двигатель показал значительные проблемы с охлаждением; к декабрю борт 41-002 совершил 23 полёта общей продолжительностью всего 27 часов, но за это время на нём уже успели поменять 16 двигателей, 22 карбюратора и 19 раз пересмотреть выхлопную систему.
30 декабря 1942 года в небо поднимается второй прототип, получивший бортовой номер 41-003 (заводской — 2481) и который также пилотировал Эдди Аллен. Но уже в первом полёте на этом самолёте отказывает двигатель № 4 (крайний правый), в результате чего в нём возникает пожар, но пилот успел вернуться на аэродром, где горящий двигатель потушили наземные пожарные службы. После этого инцидента второй прототип простаивал месяц, прежде чем 29 января 1943 года снова поднялся в воздух, а к 17 февраля оба прототипа успели в целом совершить 31 полёт общей продолжительностью 34 часа 27 минут; непосредственно борт 41-003 совершил восемь полётов общей продолжительностью 7 часов 27 минут.

## Экипаж

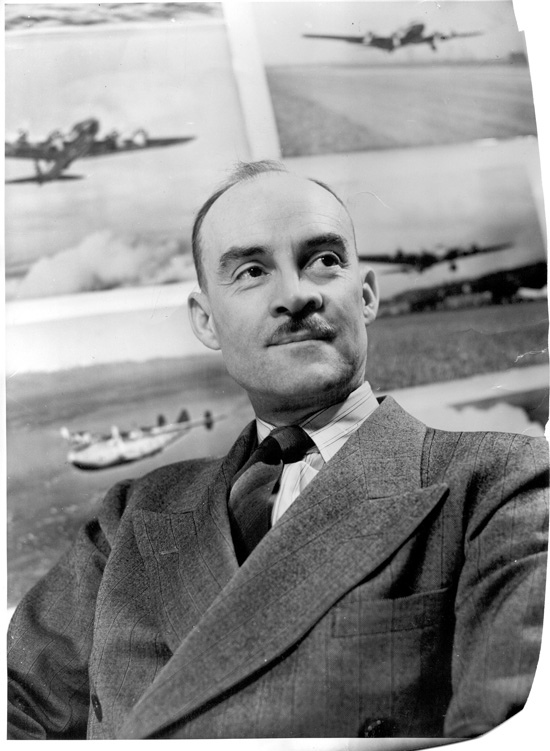
Командир самолёта Эдмунд Аллен

В роковом полёте экипаж состоял из одиннадцати человек:
- Командир (КВС) — Эдмунд Терни Аллен[англ.] — главный лётчик-испытатель;
- Второй пилот — Роберт Р. Дэнсфилд (англ. Robert R. Dansfield) — технический лётчик-испытатель;
- Чарльз Эдмунд Блэйн (англ. Charles Edmund Blaine) — инженер по лётным испытаниям;
- Фриц Мон (англ. Fritz Mohn) — старший инспектор;
- Винсент В. Норт (англ. Vincent W. North) — аэродинамик;
- Гарри Уильям Ральстон (англ. Harry William Ralston) — радист;
- Барклай Дж. Хеншоу (англ. Barclay J. Henshaw) — аналитик лётных испытаний;
- Томас Р. Лэнкфорд (англ. Thomas R. Lankford) — инженер;
- Роберт Уиллис Мэксфилд (англ. Robert Willis Maxfield) — инженер лётных испытаний;
- Рэймонд Луи Бэсел (англ. Raymond Louis Basel) — инженер лётных испытаний;
- Эдвард И. Версеб (англ. Edward I. Wersebe) — инженер лётных испытаний.

## Катастрофа

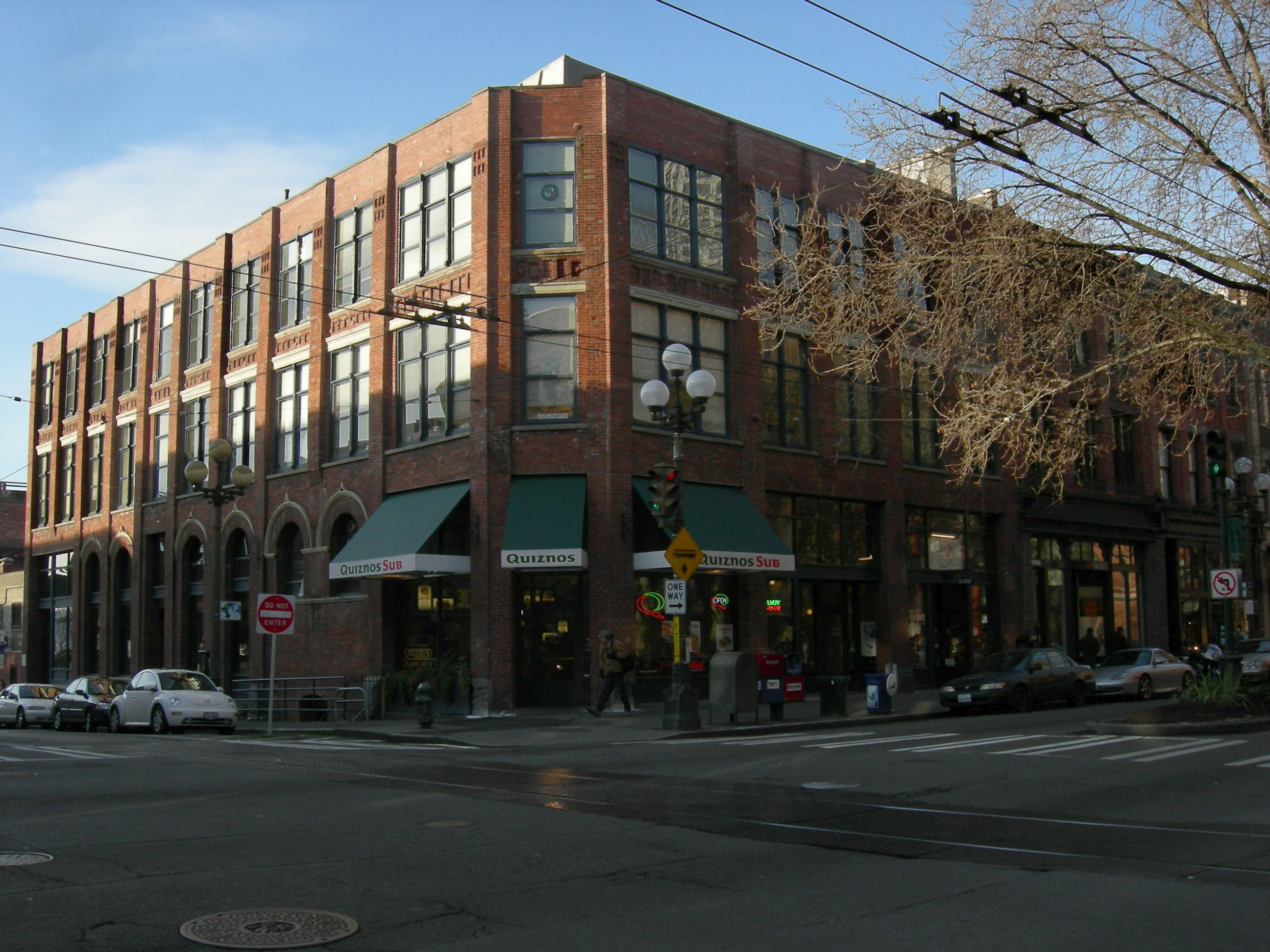
Бывшее здание мясокомбината в 2008 году

18 февраля 1943 года второй прототип должен был выполнить свой девятый полёт, в котором проверялась производительность самолёта при подъёме до высоты 25 000 футов (7600 м) и надо было получить данные об охлаждении двигателя. В 12:09 XB-29 взлетел с заводского аэродрома и начал набор высоты, когда в 12:17 при прохождении высоты 5000 футов (1500 м) возник пожар в двигателе № 1 (крайний левый). Горящий двигатель сразу был отключен, после чего активировали углекислотные огнетушители, а Аллен принимает решение срочно разворачиваться и возвращаться на аэродром.
В регионе в это время дул южный ветер со скоростью 5 уз (9,26000 км/ч), поэтому было принято решение выполнять посадку на полосу 13. Однако на левом крыле в это время пожар стремительно нарастал. При разработке двигателей Wright R-3350-13 конструкторы старались облегчить конструкцию, для чего применили магниевые сплавы, но проблема магния была в том, что он горюч, причём с очень высокой температурой горения, поэтому в данном случае горящий двигатель разгорелся настолько, что огонь стал уничтожать конструкцию крыла. В 12:24 радист Гарри Ральстон передал на землю, что они находятся на удалении 4 мили (6,4 км) к северо-востоку от аэродрома на высоте 1200 футов (370 м), а всего минуту спустя в 12:25 раздаётся взрыв, при этом диспетчер даже услышал, как радист сказал командиру: Аллен, давай быстрей садись. Лонжерон крыла уже вовсю горит. Пожар к тому времени пробрался в фюзеляж, а на землю летели фрагменты плавленного металла, поэтому при пролёте близ больницы Харборвью (англ. Harborview Hospital) трое человек попробовали спастись, выпрыгнув с парашютами, но разбились, так как из-за малой высоты парашюты не успели раскрыться.
Горящая машина, входя в неконтролируемый крен, оборвала провода ЛЭП, после чего в 12:26 рухнула на здание мясокомбината «Фрай» (англ. Frye Meat Packing Plant) в южной части Сиэтла и взорвалась, а вытекшие из баков 5000 галлонов (19 м³) авиационного топлива вызвали обширный пожар. Было время обеда, поэтому большинство рабочих на это время ушли с рабочих мест, что позволило избежать многочисленных жертв. Тем не менее, в результате катастрофы погибли все 11 членов экипажа, 20 сотрудников мясокомбината, а также один из пожарных, то есть всего 32 человека. В некоторых источниках указано, что погибли 30, либо 34 человека.
По масштабам, на тот момент это была крупнейшая катастрофа самолёта в США и оставалась ей до катастрофы в Нью-Йорке 29 мая 1947 года (43 погибших). Крупнейшая авиационная катастрофа в Северной Америке в период Второй мировой войны.

## Последствия

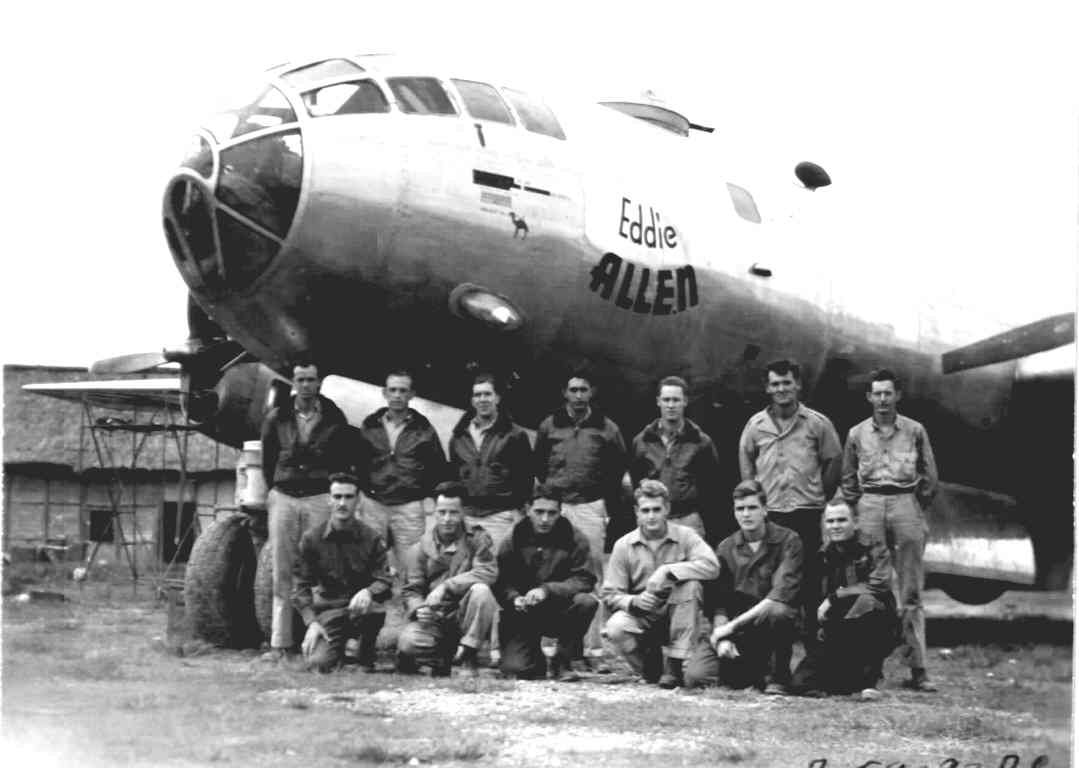
Boeing B-29-40-BW борт 42-24579 Eddie Allen

После катастрофы второго прототипа создание B-29 замедлилось в связи с необходимостью доработки двигателей. В июне 1943 года в небо поднялся третий прототип с бортовым номером 41-18335 (заводской — 2484), на котором применили двигатели изменённой конструкции и улучшенное оборудование, после чего самолёт передали американским ВВС в Уичито (штат Канзас) для установки вооружения и более полных испытаний. 30 августа в Уичито был передан и первый прототип, где он получил имя The Flying Guinea Pig (с англ. — «Летающая морская свинка»), но к концу года вернулся на завод в Сиэтле, где использовался для испытаний; был списан 11 мая 1948 года в связи с устареванием.
Работниками завода «Боинг» в Уичито были собраны средства, на которые построили самолёт B-29-40-BW с бортовым номером 42-24579, получивший имя Eddie Allen (рус. Эдди Аллен), в честь погибшего первого испытателя этих самолётов. По имеющимся данным, самолёт с 15 сентября 1944 года числился в составе 45-й бомбардировочной эскадрильи из 40-й тяжёлой бомбардировочной группы и совершил 24 боевых вылета. Во время бомбардировки Токио 26 мая 1945 года самолет был повреждён, но сумел совершить посадку на Тиниане, и больше уже не летал.
В 1943 году Эдмунд Аллен был посмертно награждён медалью Дэниела Гуггенхайма за большой вклад в авиацию, медаль его вдове вручил Филип Густав Джонсон — президент компании Boeing Airplane Company. 23 апреля 1946 года особым приказом президента Гарри Трумэна Эдди Аллен посмертно был награждён Воздушной медалью (как правило, она вручается только военным).

### Комментарии
1. ↑  Здесь и далее по умолчанию указано Тихоокеанское время (PST)